# タニナ (小惑星)
タニナ (825 Tanina) は小惑星帯に位置する小惑星である。ウクライナのシメイズ天文台でグリゴリー・ネウイミンによって発見された。
ロシア革命で家族全員と共に処刑された皇女タチアナにちなんで命名された。